# La Sala (el Brull)
La Sala és una masia del Brull (Osona) declarada Bé Cultural d'Interès Nacional.

## Descripció
Construcció de planta rectangular amb la façana principal a llevant. Consta de planta baixa i dos pisos, amb coberta de teula a quatre vessants. L'edifici actual és el resultat de l'ampliació del nucli primitiu cap al sud.
Destaquen unes finestres d'espitllera visibles als murs de tramuntana i llevant. S'accedeix al seu interior per un portal de pedra datat al segle xix (1869). La seva estructura interna respon a les necessitats pròpies d'una casa de pagès, amb una planta destinada a magatzems i els pisos superiors a l'habitatge. Són destacables les galeries porxades del pis superior, restaurades recentment. A l'extrem de tramuntana hi ha un darrer cos afegit.

## Història
Aquesta fortalesa és documentada a partir del segle xii. En el mas actual es guarda documentació de la família des de 1270.
Pel que fa al punt de vista arquitectònic, les finestres espitlleres poden datar-se al segle xiii; del XVIII hi ha una llinda reaprofitada al sector nord de la façana principal; del segle xix tot el cos sud i la remodelació de la façana amb el portal principal, i del XX la restauració de les cobertes i el repicat de la façana principal. El seu estat de conservació és òptim i avui funciona encara com a explotació agrícola.